# Titanopsis calcarea
Titanopsis calcarea ist eine Pflanzenart der Gattung Titanopsis aus der Familie der Mittagsblumengewächse (Aizoaceae). Das Artepitheton calcarea stammt aus dem Lateinischen, bedeutet ‚kreidig‘ oder ‚kalkig‘ und verweist darauf, dass die Art auf Kalkstein wächst.

## Beschreibung
Titanopsis calcarea wächst meist in den Untergrund eingesunken mit Blattrosetten von 6 bis 8 Zentimeter Durchmesser. Die spatelförmigen, flachen und bis zu 35 Millimeter langen Laubblätter sind an ihrer Spitze mit großen, voneinander getrennten Warzen besetzt, die mit kurzen, gleich langen Papillen bedeckt sind. Die Epidermis der Warzen enthält im oberen Teil Kristallsand.
Die goldgelben, fast orangefarbenen Blüten weisen Durchmesser von bis zu 2 Zentimeter auf. Die Stiele der an der Basis glockenförmigen Kapselfrüchte sind robuster als bei anderen Arten der Gattung. Ihre Klappenflügel sind zu ihrer Spitze hin verjüngt. Verschlusskörper sind nur sehr selten vorhanden. Die Früchte erreichen eine Höhe von mehr als 5 Millimeter. Die hellbraunen Samen sind 0,7 bis 0,9 Millimeter lang und 0,55 bis 0,7 Millimeter breit. Die Zellen ihrer Samenschale sind etwas erhaben.
Die Chromosomenzahl beträgt {\displaystyle 2n=18}.

## Systematik und Verbreitung
Titanopsis calcarea ist in Südafrika im Osten der Provinz Freistaat, im Osten und Norden der Provinz Nordkap sowie im Süden der Provinz Nordwest auf Kalksteinebenen zwischen Geröll verbreitet. Sie wächst in Gebieten mit Niederschlagsmengen von mehr als 200 Millimeter jährlich, die vom März bis zum Sommer niedergehen.
Die Erstbeschreibung der Art als Mesembryanthemum calcareum durch Rudolf Marloth wurde 1907 veröffentlicht. Gustav Schwantes stellte die Art 1927 in die Gattung Titanopsis.
Ein Synonym ist Titanopsis fulleri Tischer (1935).

## Nachweise